# Henrik Adolf Widmark

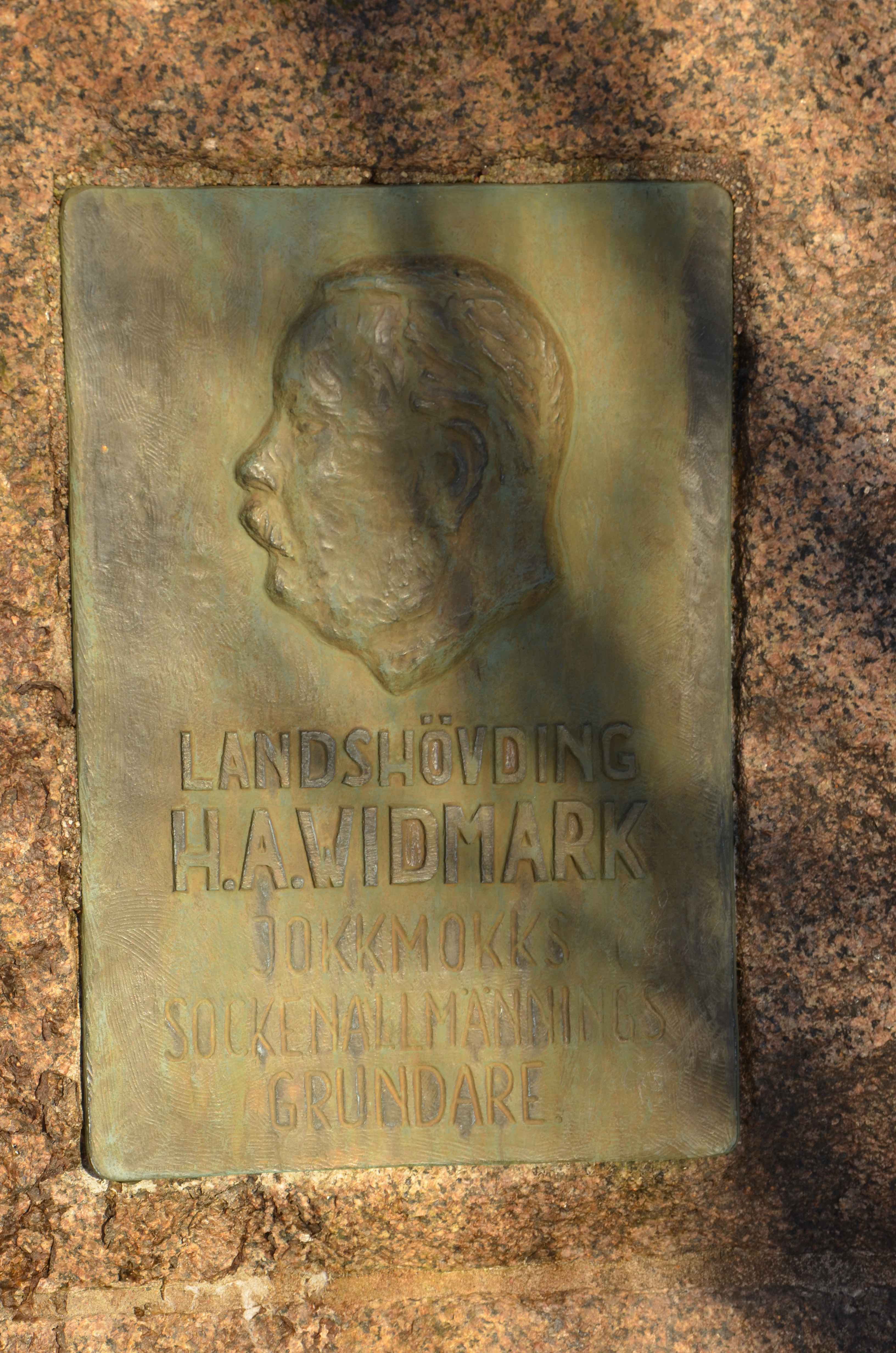
Relief gjord av Runo Lette, på sockeln till skulpturen Timmerflottaren i parken i Jokkmokk.

Henrik Adolf Widmark, född 5 september 1833 i Ljusdals socken i Gävleborgs län, död 4 mars 1889 i Karlstad, var en svensk major, kartograf, grafiker och ämbetsman. Han var landshövding i Norrbottens län 1873–1885 och i Värmlands län 1885–1889.

## Biografi
Henrik Adolf Widmark var son till lantmästaren senare landshövdingen Per Henrik Widmark och Carolina Andreetta Ström samt gift med Christina Katarina (Karin) Åkerberg (1839–1913). De fick barnen Harald, Anna Emilia Carolina (1865–1919), Helena Katarina, gift Croneborg (1867–1950), Ingrid Andreetta (1869–1918) och Einar Olof Widmark.
Widmark blev student vid Uppsala universitet 1851, underlöjtnant vid Hälsinge regemente 1852, löjtnant 1858, avlade samma år examen vid Högre artilleriläroverket på Marieberg, blev kapten 1870 och major i armén 1873. Parallellt med de militära studierna utbildade han sig till lantmätare och avlade examen som sådan 1858.
Efter att fadern blivit landshövding i Norrbottens län blev han ansvarig för det kartografiska arbetet där och var anställd som kartogaf vid Ekonomiska kartverket i Norrbottens län 1859–1873.
År 1873 blev Widmark själv landshövding i samma län som fadern och förflyttades 1885 till Värmlands län. Han var ordförande i Norrbottens läns hushållningssällskap 1874–1885 och i Värmlands läns hushållningssällskap 1886–1889, ledamot av kommittén angående ordnandet av statens fastigheter och angående upplåtande till nybyggen av mark i Norrland 1875–1876, ordförande i kommittén angående förordning rörande de svenska lapparna och de bofasta i Sverige 1882–1883. Han invaldes som ledamot av Lantbruksakademien 1878.
Som riksdagsledamot representerade Widmark Luleå, Umeå, Piteå, Haparanda och Skellefteå valkrets i andra kammaren mandatperioden 1879–1881. Han tillhörde första kammaren 1882–1888 för Norrbottens läns valkrets. Under sin riksdagstid var han ledamot av lagutskottet 1880–1881 samt 1883–1885, ledamot av särskilt utskott 1882 och 1886 samt ledamot av tillfälligt utskott 1888.
Under sin tid i Norrland ägnade han mycket tid åt lapsk etnografi och hands bidrag Lapparnas nuvarande tillstånd och blick på deras framtid, utgörande 15:e kapitlet i Gustaf von Dübens "Om Lappland och lapparne" (1873) samt Om Värmlandsfinnarne, i Konungens befallningshavandes femårsberättelse för Värmlands län 1881–1885. Som grafiker gjorde han sig känd för en etsad karta över Göta kanal som var försedd med utsikter från kanalens omgivningar.
Widmark har uppmärksammats med en porträttrelief i brons på sockeln till skulpturen Timmerflottaren av Runo Lette i parken i Jokkmokk. Skulpturen tillägnades honom för den roll han spelade genom att som ordförande vid ett jordägarmöte i Jokkmokk 1886 under motstånd genomdriva förslaget att bilda Jokkmokks sockenallmänning. Widmark är begravd på Västra kyrkogården i Karlstad.

### Utmärkelser
- Kommendör med stora korset av Kungl. Nordstjärneorden 1 december 1887 (kommendör av första klassen 1 december 1877)
- Riddare av Kungl. Svärdsorden 1873
- Riddare av Kungl. Vasaorden 1868